# Тойчубек-Чек
Тойчубек-Чек (кирг. Тойчубек-Чек) — село в Базар-Коргонском районе Джалал-Абадской области Кыргызстана. Входит в состав Сайдыкумского айылного аймака.

## География
Село расположено в юго-восточной части области, на левом берегу реки Кара-Ункюр, у юго-западной окраины города Базар-Коргон, административного центра района. Абсолютная высота — 696 метров над уровнем моря.

## Население
Согласно оценочным данным Национального статистического комитета Кыргызской Республики, численность населения села на начало 2023 года составляла 917 человек.
| год     | 2009 | 2014 | 2015 | 2020 | 2021 | 2023 |
| ------- | ---- | ---- | ---- | ---- | ---- | ---- |
| человек | 464  | 471  | 719  | 875  | 854  | 917  |